# Cầu diệp cánh hoa
Cầu diệp cánh hoa (danh pháp hai phần: Bulbophyllum orectopetalum) là một loài phong lan thuộc chi Bulbophyllum. Loài này phân bố từ Assam (Ấn Độ) qua Đông Nam Á (Thái Lan, Việt Nam và đảo Borneo).